# Afonso de Lacerda, Senhor de Lunel

Escudo de armas de Afonso de Lacerda, fruto da união do escudo do Reino de Castela e do Reino de Leão com o escudo do Reino de França.

Afonso de Lacerda ou Afonso de La Cerda (França, 1289 - Gentilly, França, 15 de abril de 1327), "o de Espanha" foi detentor do senhorio de Lunel com o título de barão.

## Relações familiares
Foi filho de Afonso de Lacerda, senhor Alba (Aragão) e Béjar e 1º senhor de Gibraleón, e de Matilde de Brienne-Eu. Casou com 1306 com Isabel de Antoing (1325 - 6 de dezembro de 1354), senhora de Epinoy e filha de Hugo IV de Antoing e de Maria de Enghien, castelã de Gand, de quem teve um filho:
1. Carlos de Lacerda (1326-l'Aigle, 6 de janeiro de 1354), conde de Angoulême, senhor de Lunel, governador de Picardia e de Artois, e condestavel de França. Casou em 1351 com Margarida de Châtillon ou Margarita de Blois-Châtillon, senhora de l'Aigle. Morreu assassinado, supostamente por ordem de Carlos II de Navarra.